# Hans-Valentin Hube

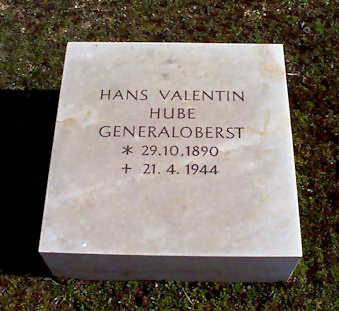
Graf van Hans-Valentin Hube.

Hans-Valentin Hube of Hans Hube, (Naumburg an der Saale, 29 oktober 1890 - vlak bij Ainring, 21 april 1944) was een Generaloberst in de Wehrmacht. Tijdens de Tweede Wereldoorlog was hij opperbevelhebber van het 16e leger, een eenheid die verantwoordelijk was voor de verovering van het zuidwesten van de Sovjet-Unie. Later leidde hij het 1e en 3e leger bij de verdediging van Italië. Hube kreeg van zijn ondergeschikten, de bijnaam Der Mensch, omdat hij altijd opkwam voor de sociale omstandigheden en het welzijn van zijn soldaten, dit in tegenstelling tot veel andere Duitse generaals die veel strenger waren. Hube werd verder gekenmerkt doordat hij slechts één arm had, zijn andere arm had hij verloren in de Eerste Wereldoorlog.
Hube droeg als een van slechts 27 militairen het Ridderkruis van het IJzeren Kruis met Eikenloof, Zwaarden en Briljanten. Kort nadat hij deze onderscheiding in ontvangst had genomen, kwam hij om het leven bij een vliegtuigongeluk.

## Levensloop

### Eerste Wereldoorlog
Hube stamde uit een militaire familie. In 1909 genoot hij een opleiding aan de officiersacademie. Vanaf 1911 was hij luitenant en pelotonscommandant bij de Duitse infanterie. In 1914 brak de Eerste Wereldoorlog uit en Hube werd met zijn peloton naar het westfront gestuurd. Na een halfjaar onafgebroken te hebben gevochten raakte Hube zeer ernstig gewond toen een granaat in zijn nabijheid ontplofte. De granaatscherven hadden zijn arm dermate ernstig verwond dat deze afgezet moest worden. Hube ging voortaan door het leven met een zwarte metalen prothese.
Na een jaar te hebben gerevalideerd keerde Hube opnieuw terug naar het front, dit keer als kapitein en compagniescommandant. In deze functies nam Hube deel aan diverse belangrijke gevechten en hij werd onderscheiden met het IJzeren Kruis 1914. Kort voor het einde van de oorlog werd hij tijdens een gifgasaanval ernstig vergiftigd. De laatste dagen van de oorlog bracht hij door in een ziekenhuis.

### Interbellum
In de periode tussen de beide wereldoorlogen werd Hube gepromoveerd tot majoor en werd hij docent aan de militaire academie. Veel belangrijke officieren uit de Tweede Wereldoorlog werden door hem opgeleid. In 1938 leidde hij tijdens de Spaanse Burgeroorlog als kolonel een bataljon van Duitse vrijwilligers dat vocht aan de zijde van de nationalisten.

### Tweede Wereldoorlog
Kort voor de Tweede Wereldoorlog werd Hube tot generaal benoemd. In deze oorlog zou Hube zich onderscheiden als een militair strateeg wiens tactieken hun tijd ver vooruit waren. Tijdens de invasie van Polen, in september 1939, was Hube opperbevelhebber van de volledige Duitse infanterie. Hube besloot de communicatie met de Duitse Luftwaffe te verbeteren om een perfecte combinatie tussen lucht- en grondgevechten te bewerkstelligen. Ook stelde Hube zijn infanteristen voertuigen ter beschikking, zodat ze minder opdrachten te voet moesten afwerken. Deze gedachten zijn nu vanzelfsprekend, maar waren toen uniek en revolutionair: Hube had zelf in de loopgraven van de Eerste Wereldoorlog gevochten en had geleerd dat het niet gebruikelijk was veel gebruik te maken van voertuigen; ruim twintig jaar later kon een oorlog alleen gewonnen worden, als men niet voortdurend te voet in beweging was.
In mei 1940 was Hube verantwoordelijk voor de razendsnelle verovering van Nederland en België. Later assisteerde hij Erwin Rommel bij de verovering van Frankrijk.
Na de verovering van West-Europa bedacht hij samen met Friedrich Paulus een plan voor een eventuele invasie van Groot-Brittannië. Nadat deze invasie uitbleef, werd Hube benoemd tot generaal-majoor en kreeg hij het opperbevel over de 16e pantserdivisie. Samen begon hij in juni 1941 met het veroveren van de Sovjet-Unie. De 16e pantserdivisie boekte in het begin van de oorlog grote overwinningen: het huidige Joegoslavië, Roemenië en Bulgarije werden moeiteloos veroverd. Bij de verovering van Oekraïne kregen Hube's troepen voor het eerst hevige tegenslagen te verwerken. Op 7 juli 1941 wist Hube op het juiste moment een tegenaanval van de Russen te voorkomen bij de Oekraïense stad Starokonstantinov. Vanwege deze actie werd hij onderscheiden met het Ridderkruis van het IJzeren Kruis. Later, in januari 1941, wist hij de Oekraïense hoofdstad Kiev te veroveren, hierdoor viel Oekraïne alsnog in handen van de Duitsers. Hube kreeg als dank het Eikenloof bij het Ridderkruis van het IJzeren Kruis. De opmars van Hube kwam uiteindelijk tot stilstand toen zijn troepen er niet in slaagden om de Wolga over te steken. Doordat de bevoorradingslijnen door onafgebroken aanvallen van partisanen werden afgesneden, kreeg Hube's leger te maken met een tekort aan wapens, munitie, brandstof en voedsel. Uiteindelijk besefte Hitler dat een verdere opmars naar het oosten onverantwoord was en gaf hij Hube het bevel om naar het noordelijker gelegen Stalingrad te trekken. Daar moest hij generaal Friedrich Paulus helpen die er met zijn 6e leger maar niet in slaagde om de Russische stad in te nemen. Hube arriveerde in maart 1942 in Stalingrad en wist ervoor te zorgen dat de Russen de stad pas in 1943 konden innemen. Tijdens de talloze gevechten werd het 16e en 6e leger zodanig uitgedund dat beide legers werden gefuseerd tot één leger en Paulus werd benoemd tot opperbevelhebber. Hube kreeg het bevel van Hitler om terug te keren naar Duitsland. Hube weigerde dit in eerste instantie, hij had de voorkeur bij zijn troepen blijven, maar na aandringen van de Hitler besloot hij alsnog te vertrekken. Terwijl de Duitsers aan alle kanten door de Russen omsingeld waren, landde een vliegtuig in een klein stuk Duits grondgebied in Stalingrad. Hube vertrok met het vliegtuig richting Duitsland en nog geen twee dagen later werd Stalingrad ingenomen en Paulus gevangengenomen. Op 28-12-1942 is hij van uit de kessel naar het hoofdkwartier van von Manstein in Novotsjerkask gevlogen. En van daar naar Oost Pruisen om het IJzeren Kruis met Eikenloof in ontvangst te nemen. Na zijn terugkomst in de Kessel meldde hij Paulus en Schmidt dat Hitler weigerde een nederlaag bij Stalingrad in te zien. Zijn collega’s waren ontzet dat hij zich had in laten pakken.
Na de Val van Stalingrad en de gevangenneming van het 16e Leger, werd Hube overgeplaatst naar Italië, omdat Hitler een geallieerde invasie vreesde. In juli 1943 vond deze Italiaanse Veldtocht daadwerkelijk plaats. Hube wist de Amerikaanse troepen veel schade aan te richten maar kon niet voorkomen dat Sicilië en Zuid-Italië werden ingenomen. Uiteindelijk slaagde hij er wel in om tijdens de opmars Amerikaanse troepen in Italië tegen te houden, waardoor Noord-Italië niet kon worden ingenomen. Tegelijkertijd wist hij veel Duitse troepen uit het zuiden te evacueren. Voor zijn bijdrage in Italië werd Hube beloond met het Zwaarden bij het Ridderkruis van het IJzeren Kruis.
Hube zijn laatste wapenoffensief was de verdediging van Tsjecho-Slowakije. Samen met veldmaarschalk Erich von Manstein moest hij hier trachten de Russen tegen te houden. In maart 1944 werd zijn leger echter omsingeld door een overmacht aan Russische troepen. Evacuatie was niet mogelijk en dus moest Hube de confrontatie aangaan. Door het bedenken van een aantal gewaagde maar slimme strategieën slaagde Hube erin om de confrontatie met de Russische troepen te winnen. Ruim 350 Russische tanks werden vernietigd en ruim 40.000 Duitse troepen wisten aan krijgsgevangenschap te ontkomen.
Voor deze actie werd Hube beloond met de Diamanten bij het Ridderkruis van het IJzeren Kruis. Hitler stuurde hem een telegram en Hube vloog met een vliegtuig naar Oostenrijk. Daar aangekomen ontving Hube uit handen van Hitler de hoogste militaire onderscheiding. Kort na de ontvangst steeg het vliegtuig weer op om Hube naar het oostfront te brengen. Tijdens de vlucht sloeg het noodlot toe: het vliegtuig kreeg motorpech en stortte neer in de buurt van Salzburg.

## Militaire loopbaan
- Generaloberst: 1 april 1944[5] - 20 april 1944[4][10]
- General der Panzertruppe: 1 oktober 1942[5][11][10]
- Generalleutnant: 8 april 1942[5] - 1 april 1942[11][10]
- Generalmajor: 1 juni 1940[5][10]
- Oberst: 1 augustus 1936[5][12]
- Oberstleutnant: 1 juni 1934[5][13]
- Major: 1 februari 1931[13]
- Hauptmann: 27 januari 1918[5][13]
- Oberleutnant: 25 februari 1915[5]
- Leutnant: 22 augustus 1910 - 11 augustus 1910[5][14]
- Fähnrich: 18 oktober 1909[5]
- Fahnenjunker: 27 februari 1909[5][14]

## Decoraties
- Ridderkruis van het IJzeren Kruis (nr.405) op 1 augustus 1941 als Generalmajor en Commandant van het 16.Panzer-Division / XXXXVIII.Panzer-Korps / Panzergruppe 1 / Heeresgruppe Süd[15][16][5][11][17]
- Ridderkruis van het IJzeren Kruis met Eikenloof (nr.62) op 16 januari 1942 als Generalmajor en Commandant van de 16. Panzer-Division[15][16][5][11][17]
- Ridderkruis van het IJzeren Kruis met Eikenloof en Zwaarden (nr.22) op 21 december 1942 als Generalleutnant en Bevelvoerend-generaal van het XIV.Panzer-Korps / 9e Leger / Heeresgruppe Don[15][16][5][11][17]
- Ridderkruis van het IJzeren Kruis met Eikenloof, Zwaarden en Briljanten (nr.13) op 20 april 1944 als General der Panzertruppe en Opperbevelhebber van het 1. Panzer-Armee[15][16][5][4][17]
- Herhalingsgesp bij IJzeren Kruis 1939, 1e Klasse[17] en 2e Klasse[17][16][18]
- IJzeren Kruis 1914, 1e Klasse[17] (1916)[14][5][16] en 2e Klasse[17] (1915)[5][16][18]
- Gewondeninsigne 1939 in goud[16][17]
- Gewondeninsigne 1918 in zilver en zwart[5][17]
- Ridderkruis in de Huisorde van Hohenzollern met Zwaarden[17] in 1917[5]
- Frederikskruis[5]
- Erekruis voor Frontstrijders in de Wereldoorlog[5]
- Dienstonderscheiding van Leger en Marine voor (25 dienstjaren)[5]
- Panzerkampfabzeichen[16] in zilver[5]
- Commandeur in de Militaire Orde van Savoye op 6 september 1943[5]
- Hube werd meerdere malen genoemd in het Wehrmachtsbericht. Dat gebeurde op:
- 17 augustus 1943[16][5][19]
- 31 januari 1944[16][5][20]
- 9 april 1944[16][5][21]

- Opmerking: in november 1918 voorgedragen voor de Pour le Mérite, maar gezien het einde van de oorlog is het niet meer tot uitreiking gekomen.[13]